# Rhynchostegium angustifolium
Rhynchostegium angustifolium là một loài rêu trong họ Brachytheciaceae. Loài này được Renauld & Cardot mô tả khoa học đầu tiên năm 1897.